# السلطنة الكثيرية
السلطنة الكثيرية التي تأسست عام 1379م وكانت تحكم كامل أراضي حضرموت التاريخية من ظفار شرقاً إلى شرورة بالربع الخالي شمالاً وإلى عين بامعبد جنوباً، وتصدت للاحتلال البرتغالي عندما حاول احتلال سواحلها وكانت توصف بأنها من أقوى الدول عسكريا في شبه الجزيرة العربية حيث سطع نجمها في 1824م، وفي فتراتها الأخيرة فقدت قوتها العسكرية حتى تقلص حكمها على الجزء الشمالي من أراضي حضرموت، فيما كانت الدولة القعيطية تحكم الجزء الساحلي وتتوسع داخلياً، وكذلك شرقاً لصالح إمارة بني عفرار المهري والإمبراطورية العمانية.
على مر التاريخ حكمت الدولة الكثيرية رقعة كبير من إقليم حضرموت إلا أنها فقدت الكثير من قوتها في القرن 19 لصالح منافستها الدولة القعيطية بدعم من الإنجليز، وخسرت المناطق الشرقية لصالح الإمبراطورية العمانية وسلطنة المهرة في نهاية المطاف اقتصرت سلطة الدولة الكثيرية على شمال إقليم حضرموت.
تأسست الدولة الكثيرية في عام 1379م على يد أبناء الشيخ جعفر بن بدر بن محمد بن علي بن عمر بن كثير الأول، وهم «يماني ومدرك وعمر بن جعفر بن بدر بن محمد بن علي بن عمر بن كثير» بعد صراع مع أهل هينن وغيرهم من أسرة آل أحمد بن يماني واسرة آل الصبرات، في هذه الفترة كانت ولادة المؤسس الفعلي للدولة «علي بن عمر بن جعفر بن بدر الكثيري» وهو أول من حول قبيلة آل كثير إلى دولة منظمة وهو أول سلاطينها.
في عام 1414م قرر السلطان علي بن عمر بن جعفر بن بدر الكثيري الاستيلاء على ظفار وقد وقف معه كافة علماء حضرموت في تلك الفترة، واستولى عليها.
انضمت الدولة الكثيرية مجبرة في منتصف الخمسينيات إلى اتحاد الجنوب العربي وهو اتحاد اقامته بريطانيا بعد أن تحالفت الدولة القعيطية مع المستعمر البريطاني لتضم الدول التي استعمرتها في جنوب اليمن في اتحاد فيدرالي واحد لردع الحركات الثورية والقومية في ذلك الوقت، كما واستمر ذلك الحال حتى عام 1967م عندما قام الثوار القوميين بتفكيك اتحاد الجنوب العربي وانقلابهم على السلاطين وطرد المستعمرين وضم حضرموت وبقية السلطنات إلى دولة جمهورية واحدة وهي جمهورية اليمن الجنوبية الشعبية إيمانا منهم بالقومية العربية والانتماء اليمني متأملين نجاح ثورة 26 سبتمبر 1962 في شمال البلاد

## التأسيس
تأسست السلطنة في عام 1379 م على يد أبناء الشيخ جعفر بن بدر بن محمد بن علي بن عمر بن كثير الأول، وهم «يماني ومدرك وعمر بن جعفر بن بدر بن محمد بن علي بن عمر بن كثير» بعد صراع بعد مع أهل هينن وغيرهم من أسرة آل أحمد بن يماني واسرة آل الصبرات، في هذه الفترة كانت ولادة المؤسس الفعلي للسلطنة علي بن عمر بن جعفر بن بدر الكثيري وهو أول من حول أسرة آل الكثيري إلى سلطنة منظمة وهو أول سلاطينها.

## الدولة الكثيرية الأولى
وهي الدولة التي ظهرت فعليا بعد التأسيس حيث كان أول سلاطينها هو علي بن عمر بن جعفر بن بدر الكثيري، حكمت أجزاء واسعة من حضرموت واستولت أيضا على ظفار تحت حكم الدولة الكثيرية الأولى التي سطع نجمها سنة 1717 م. سيطرت الدولة في تلك الفترة على مناطق شاسعة من حضرموت إن لم نقل كلها بالإضافة إلى شبوة.
ومن أشهر سلاطين الدولة الكثيرية الأولى:
- السلطان بدر بن عبد الله بن علي بن عمر: ولد سنة 1436 م وتولى السلطنة بعد أخيه محمد سنة 1451 م.

في فترة حكمة ثارت عليه معظم قبائل حضرموت إلا أن الإمام عبد الله بن أبي بكر بن عبد الرحمن السقاف عقد صلحا بين السلطان بدر والقبائل الثائرة عليه في معركة باجلحبان التي قتل فيها راصع بن دويس وراصع بن يماني وسمي بصلح «الغدير»، وبعد مضي أشهر عقد الإمام عبد الله بن أبي بكر بن عبد الرحمن السقاف صلحا اخر بين السلطان بدر وسلطان بن دويس سنة 1451 م في «صوح» وسمي صلح صوح.
قتل السلطان بدر ابن أخيه علي بن محمد بن عبد الله في سيئون سنة 1454 م بسبب المكائد التي كان ينصبها عليه، استولى على الشحر سنة 1462 م، وتمردت تريم عليه سنة 1463 م فحاصرها بدون طائل وظل في تريم في كر وفر حتى دخلها واستولى عليها سنة 1484 م. توفي السلطان بدر بمنطقة شبام سنة 1488 م ودفن في مقبرة جرب هيصم.
- السلطان بدر أبو طويرق الكثيري: هو بدر بن عبد الله بن جعفر بن عبد الله بن علي بن عمر الكثيري.

امتد حكم " بدر أبو طويرق " إلى منطقة العوالق غربا وسيحوت شرقا والسواحل الجنوبية جنوبا والرمال شمالا. كان متقشفا حازما شجاعا كريما وسياسيا بارعا.
ولد سنة 1496 م. اشتهر بطول مدة ولايته وحكمه وكان معاصرا للشيخ أبي بكر بن سالم بن عبد الله العلوي. وفي حروبه للاستيلاء على مناطق حضرموت تحالف السلطان بدر أبو طويرق مع العثمانيين الحيث امده العثمانيين بجيش عام 1519 م بقيادة شخص يسمى رجب التركي وكان ذلك أول ظهور للبنادق في حضرموت على اكتاف الجيش التركي وهو بندق «أبو فتيلة» ودخل بهم بدر شبام حيث قضى فيها على حكم آل محمد الشبمايون واستولى على تريم من آل جردان وآل يماني وآل عمر سنة 1520 م وهي أول سلطة لآل جعفر الكثيري بتريم، واستولى أيضا في ذلك العام على منطقة هينن.
وفي عام 1530 م أمر بان تضرب باسمه النقود الفضية من فئة الريال والنصف ريال والنقود النحاسية من فئة الربع وفي سنة 1535 م اصدر عملة جديده سميت بقشة وحتى اليوم ما زالت بعض البدو في صحراء حضرموت يطلقون على اسم النقود «بقش».
واجهة السلطان بدر في تلك الفترة ثورة قبائل الحموم ونهد إلا أنه استطاع أن يخمدها مثلما خمد الكثير من ثورات القبائل الحضرمية.
وفي عهده هاجم البرتغال منطقة الشحر بسفنهم سنة 1522 م وسنة 1535 م حيث ارسل بدر أبوطويرق خطابا للحكومة العليا آنذاك وهي الإمبراطورية العثمانية في عهد سلطانها سليمان القانوني وكان يستنجد به على البرتغاليين فلبى السلطان العثماني طلبه وارسل له اسطولا من السفن البحرية وصلت إلى الشحر في 1538 م ونجحت في ردع غزو البرتغاليين.
في عام 1541 م ثارت ضده بعض قبائل حضرموت في دوعن وعمد والمهرة وبعض عشائر من قومه آل كثير فصمد أمامهم واستعان بالأتراك لإخضاع الثائرين والبرتغاليين الذين آتو من طريق البحر واسر عددا من هؤلاء سنة 942 هـ كانت اشد المعارك عنفا هي التي حدثت بينه وبين الشيخ عثمان العمودي (شيخ وادي دوعن) فقد عارض الشيخ سياسته مع الأتراك وخضوعه لهم وإعلان تبعية بلاده لهم، لذلك حشد الشيخ عثمان العمودي جمعا كبير من قبائل دوعن وأعلنها حربا شعواء على بوطويرق وعلى الرغم من قلة سلاح الشيخ عثمان العمودي ووفرة الأسلحة لدى خصمه بوطويرق تلك الأسلحة التي تسلمها من مصطفى أغا قومندان الأسطول التركي ومع هذا كلة لم يستطع بدر بوطويرق القضاء على الشيخ عثمان العمودي.
وهكذا ظل السلطان بدر يخرج من تمرد عليه إلى تمرد اخر حتى قبض عليه ابنه عبد الله بن بدر سنة 1568l وقام بحبسه في حجرة صغيرة في قصره بسيئون بحجة ان والده طغى وكثرت الحروب والخلافات والنزاعات بين القبائل في عهده، ثم قام بنقله إلى حصن في منطقة مريمة ومكث محبوسا في نحو سنة ونصف ثم اعاده ابنه من منطقة مريمة إلى إلى العاصمة سيئون في عام 1569 م إلا أنه توفي بعدها بمدة قصيرة وعمره كان وقتها 75 سنة وتم دفنه بمقبرة السلاطين بسيئون. وكانت نهاية السلطنة الكثيري الأولى بنهاية سلطانها جعفر بن عمر بن جعفر بن علي بن عبد الله بن عمر بن بدر أبي طويرق في عام 1730 م.

## الدولة الكثيرية الثانية
بدأت حينما عاد السلطان جعفر بن علي بن عمر بن جعفر بن علي بن عبد الله بن عمر بن بدر بوطويرق إلى حضرموت بعد هجرته الطويلة في الهند وإندونيسيا وتحديدا في منطقة جاوة سنة 1803 م.عند توليه السلطة وضع السلطان جعفر بن علي حدا للفوضى والأزمات الطائفية والنزاعات التي نشأت في عهد الدولة الكثيرية الأولى.
اتسم عهد الدولة الكثيرية الثاني بالاستقرار السياسي حيث انتهت كل النزاعات والخلافات التي كانت بالسابق واتجهت سياسية السلاطين في الدولة بالتركيز على العلم والأدب والقوة العسكرية حتى انه يقال أنها كانت من أقوى الدول عسكريا في الجزيرة العربية حيث سطع نجمها في 1824م.
ضعفت الدولة الكثيرية الثانية عندما تأسست جارتها السلطنة القعيطية، وكان اخر سلاطينها هو السلطان عمر بن جعفر بن علي بن عمر بن جعفر بن علي بن عبد الله وكان سيئ التدبير ضعيف الإرادة كما يقال عنه.

## الدولة الكثيرية الثالثة

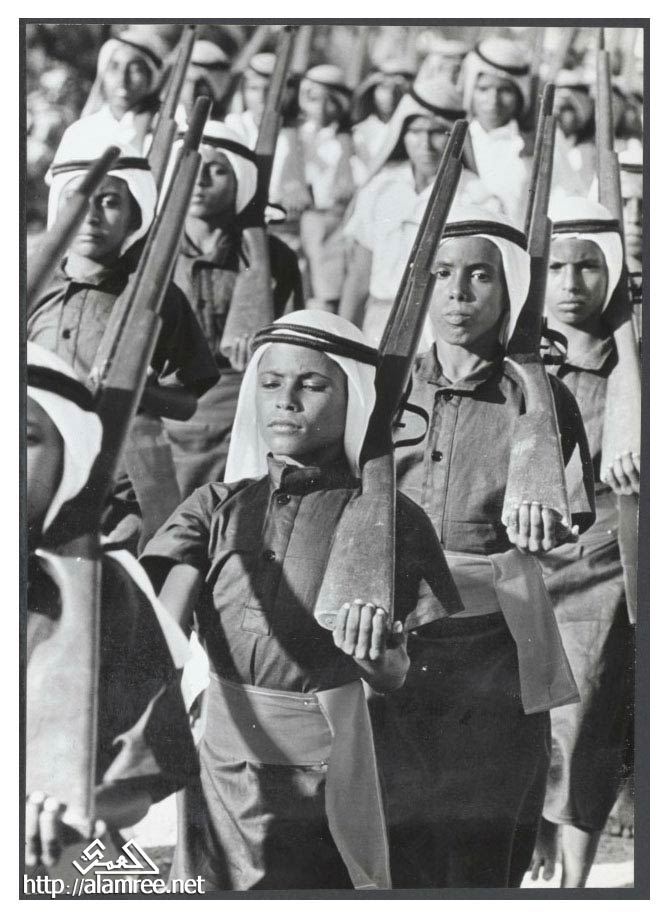
عرض مدرسي لأبناء منسوبي جيش البادية في حضرموت

استولى السلطان غالب بن محسن الكثيري على الحكم وقام بتعديلات كثيرة في الدولة لذلك سميت بالدولة الكثيرية الثالثة، حيث استطاع السلطان غالب بما أوتي من ثروة ووجاهة وحنكة وطموح ان يجمع كلمة قبيلته والاسرة الحاكمة وقام بتوقيع معاهدات مع شيوخ القبائل يكونوا في صفه كما أنه اشترى بعض القرى ودخل في منافسة وصراع مع السلطنة القعيطية التي بدأت تتكون في نفس ذلك الوقت. إلا أن السلطنة القعيطية كانت شديدة الإتساع حيث انتزعت أجزاء كبيرة من حضرموت كانت تحت حكم السلطنة الكثيرية التي بدأت تضعف شياء فشيئا.
- انتفاضة بن عبدات الكثيري في حضرموت من عام 1938 ـ 1945 م:

على الرغم من سياسات شراء الذمم التي عمدت إليها سلطات الاحتلال البريطاني بهدف تأمين بقائها وتمكين سيطرتها وضمان سلامة قواتها فقد شهدت مناطق الجنوب العديد من الانتفاضات الغاضبة والرافضة في مختلف أرياف الجنوب اليمني المحتل.
ولم يقتصر نضال شعبنا وكفاحه المعبر عن رفضه لبقاء الاحتلال البريطاني على تلك الانتفاضات المسلحة في العديد من أرياف الجنوب اليمني، إذ شهدت مدينة عدن ومنذ فترة الخمسينيات مخاضاً وارهاصات وطنية بمختلف أشكال الفعاليات السياسية والنقابية والطلابية والنسوية المعبرة عن الشأن المحلي وتفاعلاً وتضامناً مع قضايا الأمة العربية والإسلامية وقضايا التحرر العالمية.
- حرب الكثيري مع السلطنة القعيطية:

دخلت السلطنة القعيطية في حروب كثيرة مع السلطنة الكثيرية التي كانت تحكم الجزء الشمالي من حضرموت والسلطنة القعيطية كانت تحكم الجزء الجنوب الغربي من حضرموت وفي العادة كانت أسباب نشوب المعارك هي سيطرة القعيطين على مساحات شاسعة من حضرموت وتضيق المساحة على أل كثير بسبب مساندة بريطانياً للسلطنة القعيطية على حساب السلطنة الكثيرية وكانت تمد السلطنة القعيطية بلسلاح والمال للحد من نفوذ سلاطين أل كثير في جنوب اليمن وأستمرة الحرب لمدة 100 عام، إلا أنه في عام 1937م عرض القعيطيين الصلح مع أل كثير وتم توقيع اتفاقية الصلح بين الدولتين بحضور معظم قبائل حضرموت مثل نهد والحموم والصيعر والجوابر والعوامر وسيبان وكان الصلح في قصر السلطان الكثيري في سيئون تحت أشراف بريطانيا، إضافة إلى معاهدة صلح بين القبائل الحضرمية يسري مفعلوها حتى اليوم. وقعت تلك الاتفاقيات في ساحة قصر السلطان الكثيري بـ سيئون بين السلطان علي بن صلاح القعيطي والسلطان علي بن منصور الكثيري بالإضافة إلى المستشار البريطاني للدولتين.
توفي السلطان غالب بن محسن الكثيري في جبل عرفات في المملكة العربية السعودية أثناء تأديته فريضة الحج سنة 1853 م وخلفه بعده ابنه منصور بن غالب حتى توفى هو الآخر سنة 1928 م وفي هذه الفترة احكم البريطانيين سيطرتهم على كافة سلطنات الجنوب العربي وفرضوا عليهم التبعية وعدم التدخل في السياسات الخارجية والاكتفاء بالحكم الداخلي فقط، تولى بعد منصور بن غالب الحكم ابنه علي بن منصور بن غالب الذي عام 1938 م في العاصمة سيئون ثم خلفه أخيه جعفر بن منصور الذي توفي عام 1947 م وخلفه ابن أخيه حسين بن علي بن منصور الذي انتهت فترة حكمة عام 1967 م عندما قام الثوريين القوميين بالانقلاب على كل السلطنات والدويلات في جنوب اليمن وفي حضرموت. توفي حسين بن علي بن منصور بعد ذلك في جدة بالمملكة العربية السعودية. وتجدر الإشارة إلى أنه في مثل هذه الفترة لم تدخل السلطنة الكثيرية في اتحاد الجنوب العربي الذي انشاته بريطانيا لحماية مستعمراتها في جنوب اليمن ولحماية السلاطين انفسهم من الثوار والحركات القومية وضمان بقائهم على عروشهم.
اتسمت الدولة الكثيرية الثالثة بالعلم والدين والأدب والفن حيث ظهر الكثير من العلماء ورجال الدين في عهدها.و قد كانت علاقة السلطنة القعيطية ببريطانيا أفضل بكثير بعلاقة السلطنة الكثيرية ببريطانيا وقد كانت بريطانيا تدعم السلطنة القعيطية بلسلاح على حساب السلطنة الكثيرية للحد من توسع السلطنة الكثيرية.

## دولة بن عبدات الشنفري الكثيري في الغرفة
- دولة بن عبدات تأسست سنة 1924م إلى عام 1945م في الغرفة بحضرموت وكان أهم رجالها البطل الأمير عمر عبيد بن عبدات واخيه الداعم له الأمير صالح عبيد ومن بعدهم فخر الإسلام ومذل الكفرة الأمير عبيد صالح بن عبدات ودولة بن عبدات كانت مستقلة عن التبعية للإنجليز على عكس السلطنات التي كانت قائمة فقد كانت خاضعة لاوامر انجرامس المستشار البريطاني في المكلا حتى كان يطلق على حضرموت وقتها دوله انجرامس ولم يكن سلاطين ال القعيطي والكثيري سوى رموز. اما دولة بن عبدات يرحمة الله فقد اسس دولة مستقلة وناصرة في ذلك كل الشرفا من أبناء حضرموت المخلصين على راسهم قاضي شبام الشيخ محفوظ المصلي وقد ولاة ابن عبدات القضاء في الغرفة وأيضا الأمير على بن صلاح القعيطي أمير القطن فقد ارتبط مع ابن عبدات باتفاقيات الدعم والتحالف من اجل مصالح البلاد وخرج بذلك على مصالح الدولة القعيطية العميلة للإنجليز. وكذلك كثير ممن كانو مستشارين لابن عبدات مثل الحبشي ومحبوب وقد كان عبدا فاعتقه بن عبدات وولاه قيادة العسكر لشجاعته وقد اشتشهد ابان الحملة الانجلو -سلاطينية على الغرفة عام 45 يرحمة الله.
- ملخص تاريخ دولة بن عبدات ان الأمير عمر عبيد واخيه الأكبر صالح عبيد كانا ناقمين على الوضع في حضرموت وخصوصا بعد ان وقع السلاطين القعيطي والكثيري اتفاقية عدن التي تجعل حضرموت تابعة للإنجليز وكان هذه الاتفاقية من صياغة وتنسق العميل وزير السلطنة القعيطية حامد المحظار فارسل صالح عبيد اخيه عمر عبيد وكانا مقيمين في اندونيسيا إلى حضرموت فدخلها واشتى مدينة الغرفة لتكون مقرا لحكمه.اقام الأمير عمر عبيد دوله عدل ومساواه ياخذ كل واحد فيها حقه وبنى حول الغرفة تحصينات قوية توقعا للهجدمات الانجلو سلاطينية.
- تعرض لعدة هجمات من الكثيري في سيئون والقعيطي في المكلا والقطن ولكنه صابر والتحق به الشرفاء من ابناء حضرموت مثل قبائل بيت قرزات من الحموم بعد وفاة عمر عبيد استلم الامارة بعده البطل الأمير عبيد صالح الذي في عهده اغارت الطائرات الملكية البريطانية على الغرفة لعدة أيام لاجباره على الاستسلام لكنه صمد وبعدها جاء إلى الغرفة الحاكم البريطاني العام في عدن (رايللي) في زيارة مباحثات مع اميرها امير عبيد صالح بن عبدات والذي ابدا عزا وانفه امام المحتل البريطاني فيذكر انه كان بصحبه زائره الحاكم الإنجليزي لعدن يحمل مسدسه الخاص ويشيؤ به إلى اماكن غارات الطائرات واحيانا يشير به إلى انف رايلي مظهرا عز الإسلام وقدرته على المقاومة.
- وفي سنه 45 ارسلت الحكومة البريطانية انذارا لابن عبدات ان يخرج من الغرفة مقابل ان تسلم جميع ممتلكاته وترحل معة إلى حيث يريد ولكن هيهات للابطال ان يستسلموا فحاصرت قوات النجليز والقوى المتحالفة معها الغرفة وابدا ابن عبدات مقاومة شرسه ومن معه من الاطال فاستشهد القائد العسكري محبوب ودمرت الدبابات سور الغرفة وعرض علية نفس العرض السابق الا انه اصر على المقاومة حتى اعتقل هو ومن معه ونفي إلى عدن ثم إلى اندونيسيا اما انصارة فقد اجريت لهم محاكمات مثل الأمير علي بن صلاح الذي حوكم عسكريا والقاضي المصلي ومنهم من اعدم وكانت نهاية دولة بن عبدات عام 1945م.

### اتحاد الشنافر الكونفدرالي
ذكر دبليو اتش انجرامس في كتابه (حضرموت 1934 _ 1935) في اعطاء وصف دقيق لما أسماه اتحاد الشنافر الكونفدرالي وعدد الديار والفخائذ القبلية التي تنضوي تحت لواء الاتحاد الشنفري والكثير من رجال أل كثير لم يدخل في الأتحاد بسبب الأوضاع الأقتصاديه الصعبة في حضرموت أنذاك من مجاعه وفقر بسبب الحرب العالمية الأولى والثانية وعوضاً عن ذلك يوجد قبائل كثيرية ولكن ليسوا من الشنافر مثل سلاطين أل كثير (أل عبد الله) والرواشد وبن شريه (أل محرم وخوار) الرواس الظفارية وهبيس ومعضم قبائل أل كثير في ظفار لم تدخل الأتحاد مع أنهم من الشنافر وعدد المسلحين كان حوالي 9000 مسلح من غير النساء والبنات والأطفال ومع عن قبائل أل باجري دخلو في حلف مع قبائل أل كثير ولكن أنفصلواً عن أل كثير عندما دخلوا إلى اتحاد حلف الشنافر وقدرهم الكاتب دبليو اتش انجرامس في حينه من الرجال المقاتلين كالتالي:
- أل كثير 6000 نسمة.
- العوامر 820 نسمه.
- آل جابر 1256 نسمه.
- آل باجري 170 نسمه. [2]

و يعود أول ذكر للشنافر إلى عام 594 هجري في تاريخ شنبل حصرت الشنافر تريم وفي سنة 598 هجري وفيها: وقعت الشنافر على نهد وقتل يزيد ابن يزيد. الشنافر: هو حلف واسم يطلق على عدد من القبائل هي: آل كثير، العوامر، آل باجري، آل جابر، كانوا عماد الدولة الكثيرية في سيئون مع العلم بأن جميعهم من قبيلة همدان مثل العوامر من عامر بن محمد بن شنفر والجوابر من جابر بن محمد بن شنفر وبعض أل كثير من بدر بن محمد بن شنفر وهم أل عمر وأل عون فقط وهناك مقوله سائدة هي (كل شنفري كثيري وليس كل كثيري شنفري). ويسود الاعتقاد ان هذه العصبة انحدرت اصلا من همدان والاعتقاد السائد انها اتت من ظفار (منطقة صلالة) وهي لا تزال على اتصال وثيق بقبائل تلك المنطقة واما آل علي بن كثير والرواشد فهؤلاء يقطنون في الشمال الشرقي من حضرموت. يقطن الشنافر في المنطقة الواقعة بين شبام، سيؤن، وادي بن علي، بور، تاربة، رسب، وادي عدم، ونجد العوامر ووادي سر ووادي ساه والعجلانية ومنهم جزء كقبائل مستقرة وجزء بادية رحل في المرتفعات الشمالية من حضرموت التي تمتد إلى الطرف الجنوبي من ريدة الصيعر وما بين بئر تيس ووادي حريضة.و حلف الشنافر هو أشهر حلف قبلي في جنوب الجزيرة العربية.

### اتحاد الجنوب العربي
في بداية الخمسينيات من القرن العشرين ظهرت حركات قومية وتحريرية في جميع أنحاء الوطن العربي وخصوصا مع فترة اندلاع ثورة 23 يوليو 1952 في مصر وانتشار الفكر القومي وتأثيره، اثار ذلك قلق الحكومة البريطانية التي كانت تحتل ماساحات واسعة من جنوب العربي كما اثار ذلك خوف سلاطين وحكام دول جنو ب الجزيرة العربية من قيام ثورات تقلعهم من فوق عروشهم.قامت الحكومة البريطانية بإنشاء اتحاد فيدرالي بين دول الجنوب العربي لحماية مستعمراتها ولتدعيمها ضد أي حركة قومية أو ثورية.
بدأ خوف السلاطين يزداد خصوصا مع نجاح ثورة 26 سبتمبر 1962 م في المملكة المتوكلية اليمنية وسقوط النظام الملكي وقيام الجمهورية العربية اليمنية حيث قام بعدها الثوار القوميين بدعم اخوتهم في جنوب اليمن للانقلاب على سلاطينهم وطرد المستعمر البريطاني وقيام ثورة 14 أكتوبر 1963 م في جنوب العربي. وفي عام 1962 تغير اسم الاتحاد إلى «اتحاد الجنوب العربي» تحديداً لدمج عدن في الاتحاد، وقد قوبلت هذه الخطوة هي الأخرى بمعارضة شديدة من القوى الوطنية وتمت موافقة المجلس التشريعي العدني على الدمج في 24 سبتمبر في 1962، وسط مظاهرات عارمة خارج المجلس كانت تستهدف منع أعضاء المجلس التشريعي من دخول المجلس للتصويت.
وقد نجحت بريطانيا في الحصول على موافقة المجلس التشريعي قبل ثورة 26 سبتمبر اليمنية في 1962 في المملكة المتوكلية اليمنية، ولو تأخرت إجراءات الموافقة لما تمكنت بريطانيا من دمج عدن بالاتحاد، إذ سيكون التصويت ضد دمج عدن في الاتحاد وإعلان قيام دولة مستقلة وفقاً لرأي أحد أعضاء المجلس التشريعي العدني. وأتمت بريطانيا مخططها بالقوة رغم المعارضة القوية والظاهرة من قبل سكان عدن، والقوة الوطنية.
لم تنضم السلطنة الكثيرية مطلقا كغيرها من سلطنات حضرموت إلى اتحاد الجنوب العربي ورغم قيام اتحاد كهذه يعتبر خطوة قومية إلا أن نظام الرئيس المصري جمال عبد الناصر لم يرحب بذلك لقيام الحكام والسلاطين بالتعاون مع الإنجليز متجاهلين مصلحة الشعب والمواطنين، حيث اعتبرهم مواليين للاستعمار والاحتلال الإنجليزي وقام عبد الناصر بدعم الحركات القومية في اليمن والجنوب العربي حتى انتهى ذلك الاتحاد فعليا في عام 1967م.

### تفكك السلطنة
في 1967 تفكك اتحاد الجنوب العربي بشكل كامل والذي لم تكن السلطنة الكثيرية من ضمنه ولا حتى المهرية حيث قام الثوار المتمثلين في الجبهة القومية بالانقلاب على كل السلاطين في كل سلطنات جنوب اليمن وحضرموت بما في ذلك السلطنة القعيطية والكثيرية بحضرموت، واعلنوا مكانها قيام جمهورية اليمن الجنوبية الشعبية.

### قبائلأل كثير
هذه المشجرة مفرغة من الإكليل لأبو الحسن الهمداني المتوفي سنة 345 هجرية تقريبا، وفيها إيضاح لأبناء كثير بن مالك، وتجدر الإشارة إلى أن قبائل أل كثير في عصرنا الحاضر تنقسم إلى قسمين رئيسيين وهم قبائل محمد بن شنفر بن محمد الكثيري ويتصل نسبهم إلى معاوية بن كثير بن مالك (راجع شجرة قبائل حاشد) وفروعها وسلاطين أل كثير ويعود نسبهم إلى الخارف بن عبد الله بن كثير بن مالك وقبائل محمد بن شنفر بن محمد الكثيري تنقسم إلى بدر بن محمد بن شنفر الكثيري (وهم أل كثير الشنفرية) وقبائل شريه بن محمد بن شنفر الكثيري (وهم ال مفتاح الخوار وأل سيف وأل محرم وأل شحري والكبكبي والشريفي وشيخهم محمد بن سعد بن منيف الشريفي بن شريه الكثيري) وقبائل سعيد بن محمد بن شنفر الكثيري (ويُطلق عليهم الشنافر في ظفار) وقبائل ال باجري الكثيرية وقد دخلة في حلف مع الشنافر وقبائل جابر بن محمد بن شنفر الكثيري (وهم الجوابر الشنفرية) وقبائل عامر بن محمد بن شنفر الكثيري (وهم العوامر الشنفرية) وجد حلف قبلي مشهور لقبائل أل كثير همدان والعوامر والجوابر وهو حلف الشنافر وتوجد مقولة قديمه بخصوص الشنافر الكثيرية وهي (كل شنفري كثيري وليس كل كثيري شنفري) أي أن السلاطين وقبائل أل كثير التي يرجع نسبهم إلى الخارف بن عبد الله بن كثير بن مالك لا يعتبرون من الشنافر مع أنهم من أل كثير همدان.
و سلاطين الدولة الكثيرية الذين يعود نسبهم إلى الخارف بن عبد الله بن كثير وقد انتقلوا من الجوف إلى حضرموت قبل حوالي 1100 سنة ومنهم أل عبد الله (أل عمر بن جعفر وأل سيف وأل عبد الودود) وقبائل (أل راشد الرواشد والرواس وهبيس والمراهين وأل علي بن كثير (بيت كثير) والحضري والمردوف وال فاضل) في ظفار وجميعهم يرجعون في النسب الي الخارف بن عبد الله بن كثير بن حاشد بن همدان. (علما بأن نسل كثير بن مالك..بقي في اليمن (الجوف) عدا جزء منهم انتقل إلى الشرق) ومن قبائل أل كثير:
- أل عامر

أل عبدات وأل كده وأل دويس وأل عبد العزيز (ال عبد الله بن بدر والصقعان وأل سويد وأل عمر بن علي وال علي بن سعيد) وأل محمد بن عمر .
- أل عمر

أل طالب وأل يماني وأل الشين (الجنزي والسمطان والمكاسرة) وأل صميل وبلوعل وأل مهري والدشان وأل بدر بن عبد الله وأل فلهوم وأل البرقي وأل عمر بن بدر والمحاريس وأل شطيحا وأل قفيد وأل فاس وأل عاس .
- أل عبدالله الفخايذ

أل عون ( وأل زيمه وأل الصقير والعويني وأل البرام والمنيباري وأل جعفر بن بدر وأل شملان وأل على بن سعيد) وأل باجري .
• آل رواس
آل لعجم - آل سند - آل لظراف- آل حصن - آل عليقان - آل عجين - آل قيران - آل هظيل- آل حميدان - آل الظويمر .
- أل سعيد

أل جعفر بن سعيد (الدحادحه) وأل مرعي وأل عامر بن محمد وأل عيلي وأل هاجري وأل قحوم والشرعي وأل جعفر بن محمد .
- قبائل أل كثير في المهرة وظفار

بن شريه وبن خوار وأل محرم وأل سيف بن شريه وأل كبكبي وأل الشريفي وأل باشيبه وأل بارشيد وأل سيف بيت الدولة وأل عبد الودود .
- قبائل البدو أل علي بن كثير (بيت كثير)

الشلاهمه (أل مسن والشعاشعه) والدحادحه (أل جداد والمسهلي وأل حمر وأل غواص).
- قبائل أل كثير في ظفار

الشنافر وأل مرهون والمردوف والحضري والسلاطين ال عمر بن جعفر وقبائل محمد بن فاضل الكثيرية ومنها (قبيلة الرواس وقبيلة الراشد قبيلة الرواشد ومنها (المداربة والمسايفة وآل يماني وآل عفيدر) وقبيلة هبيس وبيت أحمد بن محمد ومنها (بيت ذيشليل وبيت رياس وبيت محمد بن احمد) وبيت فاضل وبيت عمر بن محمد (بيت دهدش) وبيت علي بن بدر ومنها (بيت الدعكري، بيت شكل، بيت عامر بن أحمد، بيت علش، بيت قضر) وبيت هاني وبيت يماني).

## قائمة الحكام
| م                                                      | الاسم                                           | مدة الحكم                            | ملاحظات |
| الدولة الكثيرية الأولى 1379 ـ 1731 م                   | الدولة الكثيرية الأولى 1379 ـ 1731 م            | الدولة الكثيرية الأولى 1379 ـ 1731 م | الدولة الكثيرية الأولى 1379 ـ 1731 م |
| ------------------------------------------------------ | ----------------------------------------------- | ------------------------------------ | --- |
| 1                                                      | علي بن عمر بن جعفر بن بدر الكثيري               | 1411 - 1422 م                        | من أشهر سلاطين آل كثير وأمتد حكمه من ظفار إلى شبوة، استولى على ظفار عام 1414. |
| 2                                                      | عبد الله بن علي بن عمر بن جعفر                  | 1422 - 1446 م                        | |
| 3                                                      | محمد بن عبد الله بن علي بن عمر                  | 1446 - 1451 م                        | |
| 4                                                      | بدر بن محمد بن عبد الله بن علي بن عمر           | 1451 - 1509 م                        | كان سلطان شبام فقط ولد في شبام ونشأ نشأة علمية، وولاه صاحب عدن إمارة الشحر فأقام بها إلى أن مات عمه السلطان بدر بن عبد الله صاحب ظفار وشبام فانتقل إلى شبام.                                                                                           |
| 5                                                      | بدر بن عبد الله بن علي بن عمر                   | 1451 - 1489 م                        | |
| 6                                                      | جعفر بن عبد الله بن علي بن عمر                  | 1489 - 1498 م                        | أستمر حكمه عشر سنوات. |
| 7                                                      | عبد الله بن جعفر بن عبد الله بن علي             | 1498 - 1504 م                        | كان سلطان الشحر وقاوم الاحتلال البرتغالي لسواحل حضرموت والشحر. |
| 8                                                      | محمد بن عبد الله بن جعفر بن عبد الله            | 1504 - 1520 م                        | كان سلطان الشحر. |
| 9                                                      | بدر بن عبد الله بن جعفر بن عبد الله (أبو طويرق) | 1520 - 1568 م                        | أخمد ثورة قبائل الحموم ونهد وأستخدم السلاح لأول مره في عهده وأنشأ العملة الكثيرية (بقش) وأمتد حكمه من ظفار إلى شبوة ومن الساحل إلى الربع الخالي. |
| 10                                                     | علي بن عمر بن جعفر بن عبد الله                  | 1533 - 1573 م                        | سلطان شبام بحضرموت ونشبت معارك بين صاحبها محمد بن بدر وابن عمه بدر بن عبد الله ونهض هذا بعد مدة وقد بايعه بعض أقربائه فأغار على شبام وانتزعها ولد سنة 906 هـ                                                                                           |
| 11                                                     | عبد الله بن بدر بن عبد الله بن جعفر             | 1568 - 1576 م                        | قبض على أبيه السلطان بدر وحجر عليه بقية حياته وكان قد بلغ سناً عالية، وقام عبد الله بأعمال السلطنة إلى أن توفي. |
| 12                                                     | جعفر بن عبد الله بن بدر بن جعفر                 | 1577 - 1582 م                        | وليها بعد وفاة أبيه ولم تطل أيامه، مات مقتولاً. |
| 13                                                     | عمر بن بدر بن عبد الله بن جعفر                  | 1582 - 1612 م                        | ولي السلطنة بعد مقتل جعفر بن عبد الله، وطالت مدته وكانت إقامته بالشحر وكان يلقب بالسلطان العادل. |
| 14                                                     | عبد الله بن عمر بن بدر بن عبد الله              | 1612 - 1615 م                        | أظهر السطوة فقهر البادية وهابته النفوس، وأمنت البلاد في أيامه، ثم زهد بالملك، فتصوف وقصد مكة معتزلاً الأمر والنهي ومات سنة 1045 هـ. |
| 15                                                     | بدر بن عمر بن بدر عبد الله                      | 1615 - 1663 م                        | وليها بعد إعتزال أخيه عبد الله وكان كريماً حليماً فيه ضعف فاستنجد بإمام الزيدية إسماعيل المتوكل، وأشيع أنه أصبح زيدي المذهب. |
| 16                                                     | علي بن عبد الله بن عمر بن بدر عبد الله          | 1663 م                               | هو جد آل عمر بن جعفر وآل علي بن جعفر وآل محسن بن عمر. |
| 17                                                     | محمد المردوف بن بدر بن عمر                      | 1663 - 1669 م                        | |
| 18                                                     | عيسي بن بدر بن عمر بن بدر                       | 1669 - 1670 م                        | استلم الحكم سنة واحدة بعد وفاة أخيه محمد المردوف. |
| 19                                                     | علي بن بدر بن عمر بن بدر عبد الله               | 1670 - 1695 م                        | استلم الحكم بعد وفاة أخيه عيسى بن بدر. |
| 20                                                     | بدر بن محمد بن بدر بن عمر بدر                   | 1695 - 1703 م                        | استلم الحكم بعد وفاة عمه علي بن بدر. |
| 21                                                     | عيسي بن بدر بن علي بن عبد الله عمر              | 1703 - 1704 م                        | |
| 22                                                     | عمر بن جعفر بن علي بن عبد الله عمر              | 1704 - 1708 م                        | |
| 23                                                     | علي بن جعفر بن علي بن عبد الله عمر الكثيري      | (1708-1714) م                        | استلم الحكم بعد وفاة أخيه السلطان عمر بن جعفر. |
| 24                                                     | جعفر بن عمر بن بدر أبو طويرق                    | 1714 - 1731 م                        | أخر سلاطين الدولة الكثيرية الأولى. |
| الدولة الكثيرية الثانية (آل عمر بن جعفر) 1803 ـ 1858 م |                                                 |                                      | |
| 25                                                     | جعفر بن علي بن عمر بن جعفر                      | 1803 - 1808 م                        | أول سلاطين السلطنة الثانية. |
| 26                                                     | بدر بن علي بن عمر بن جعفر                       | 1808 - 1809 م                        | استلم الحكم بعد وفاة أخيه جعفر بن علي. |
| 27                                                     | علي بن بدر بن علي عمر بن جعفر                   | 1809 - 1812 م                        | |
| 28                                                     | عمر بن جعفر بن علي عمر بن جعفر                  | 1812 - 1825 م                        | |
| 29                                                     | عمر بن جعفر بن عيسى بن بدر عمر                  | 1824 - 1827 م                        | قدم من جاوا سنة 1230هـ، وكان أول سلاطين (دولة آل عيسى بن بدر). |
| 30                                                     | منصور بن عمر بن جعفر بن عيسى بدر                | 1827 -1858 م                         | كانت إقامته في شبام ودعاه الأمير عوض بن محمد بن عمر القعيطي إلى وليمة، فلما دخل يريد الجلوس قام نفر من عبيد القعيطي فقتلوا السلطان الكثيري غدراً، واستولى القعيطيون على شبام وهو ثاني سلاطين (دولة آل عيسى بن بدر) وأخر سلاطين الدولة الكثيرية الثانية. |
| الدولة الكثيرية الثالثة (آل عبد الله) 1845 ـ 1967 م    |                                                 |                                      | |
| 31                                                     | غالب بن محسن بن أحمد بن محمد بن علي             | 1845 - 1870 م                        | وليها بعد طرد اليافعيين من تريم وسيئون وتريس وتوابعها سنة 1265هـ، واستولى على الشحر سنة 1283هـ، وطمع في المكلا فهاجمها فصدها عنه عمال القعيطيين وأغاروا على الشحر فانتزعوها منه في آخر السنة نفسها 1283هـ فعجز، وتوفي بسيئون.                          |
| 32                                                     | محسن بن غالب بن محسن بن أحمد                    | 1870 - 1922 م                        | كان سلطان تريم. |
| 33                                                     | منصور بن غالب بن محسن بن أحمد                   | 1870 - 1929 م                        | ولي بعد وفاة أبيه سنة 1287هـ وعمره 17 سنة، وكان سلطان سيئون. |
| 34                                                     | علي بن منصور بن غالب بن محسن                    | 1929 - 1938 م                        | أستلم الحكم بعد وفاة أبيه منصور بن غالب وقد حدث الصلح بين السلطنة الكثيرية والسلطنة القعيطية في قصر السلطان الكثيري بحضور قبائل حضرموت سنة 1937م وأستمر حكمه عشر سنوات.                                                                                |
| 35                                                     | جعفر بن منصور بن غالب بن محسن                   | 1938 - 1949 م                        | وليها بعد وفاة أخيه علي بن منصور سنة 1357هـ، وقد أعلن البريطانيون حمايتهم له سنة 1356هـ. |
| 36                                                     | حسين بن علي بن منصور بن غالب بن محسن            | 1949 - 1967 م                        | أخر سلاطين الدولة الكثيرية |
| قيام جمهورية اليمن الديمقراطية الشعبية                 |                                                 |                                      | |